# Blossia laticosta
Espèce
Blossia laticosta est une espèce de solifuges de la famille des Daesiidae.

## Distribution
Cette espèce se rencontre en Afrique du Sud, en Somalie et en Israël.

## Description
Le mâle holotype mesure 11 mm et la femelle 13,5 mm.

## Publication originale
- Hewitt, 1919 : Descriptions of new South African Araneae and Solifugae. Annals of the Transvaal Museum, vol. 6, p. 63–111.